# Сєдак Олександр Ігорович
Олександр Ігорович Сєдак (*1955) — український архітектор, кандидат архітектури (2005), доцент. Заслужений архітектор України (2007), Почесний Академік АН ВШ України (2010).  

## Біографія
Народився у м. Лосіно-Петровський Московської області (нині РФ). Закінчив київську середню школу № 79 з філологічним напрямком підготовки (1972), факультет архітектури Київського державного художнього інституту (1978), аспірантуру Державного комітету з цивільного будівництва і архітектури Держбуду СРСР при інституті КиївНДІПІ містобудування (1981). Кандидат архітектури (1987), д-р філософії з архітектури (2005), доцент (1993).
В 1978—1988 роках займався проектною діяльністю в інститутах «КиївНДІПІ містобудування», «Діпромісто», Головній Раді Українського товариства охорони пам'яток історії та культури. З 1988 року — на викладацькій роботі по кафедрі теорії, історії архітектури та синтезу мистецтв Національної академії образотворчого мистецтва і архітектури, викладає фундаментальні фахові дисципліни «Всесвітня історія архітектури», «Теорія архітектурної композиції», «Основи архітектури», «Сучасні проблеми архітектури», «Історія сучасної архітектури та містобудування», Архітектурна проектна графіка". На цей час: практикуючий зодчий, дослідник, викладач — декан факультету архітектури (2004) й професор кафедри ТІАСМ (2000) Академії; професор низки ВНЗ мистецького профілю — КНУКіМ, НАКККіМ, Інституту комунального господарства НАУ, КДІДПМіД ім. М. Бойчука, Інституту Реклами.

## Наукова діяльність
Основні творчі роботи: генплани міст Миколаєва, Очакова, Остра; пдп центру міст Алушти, Умані, району «Лісковиця» у м. Чернігові; бюст академіка Б. Є. Патона в м. Києві, ряд меморіальних пам'ятників — загалом понад 120 проектів і конкурсних проектних розробок. Автор понад 200 публікацій, науково-дослідних та навчально-методичних робіт з актуальних проблем історії та теорії архітектури, містобудування, дизайну ландшафту та міського середовища.
Член Національної спілки архітекторів (1982), Спілки урбаністів (2002), Спілки дизайнерів України (2003), Національної спілки краєзнавців України (2003). Член спеціалізованої вченої ради Л.26.103.01 із захисту кандидатських дисертацій зі спеціальності — 18.00.01 «Теорія архітектури, реставрація пам'яток архітектури». Науковий редактор та постійний автор часопису «Цивілізація» (з 2000).

## Звання і нагороди
Заслужений архітектор України (2007). Лауреат всесоюзних й республіканських архітектурних конкурсів (1983—2001), нагороджений Подякою Кабінету Міністрів України (2002), Почесною відзнакою Міністерства культури і мистецтв України 2005), Почесною Грамотою Міністерства будівництва, архітектури та житлово-комунального господарства України (2006), медалями та професійними відзнаками.